# František Miroslav Čapek
František Miroslav Čapek (27. ledna 1873 Lišov – 23. února 1946 České Budějovice) byl český vlastenec, organizátor, amatérský národopisec a historik.

## Biografie
František Čapek se narodil 27. ledna 1873 v Lišově do rodiny řezníka Františka Čapka a Veronyky, rozené Bouchalové. Obecnou školu absolvoval v Lišově v letech 1879-84. Ve studiu pokračoval na České reálné škole v Českých Budějovicích (1885-89). Zde na něj silně zapůsobil jeho učitel historik Josef Braniš. Studium dokončil na Vyšší reálné škole v Písku roku 1892. Zde navázal přátelství se svým učitelem básníkem Adolfem Heydukem. Po studiích krátce učil v Lišově (1894), kde se v témže roce stal jedním ze zakládajících členů Sokola. V roce 1895 působil jako učitel ve Střížově, kde se zasloužil o založení sboru dobrovolných hasičů. Koncem června 1895 přijal místo poštovního praktikanta v Kraslicích. Poté působil v Praze a v Ústí nad Orlicí. Nakonec získal místo poštovního úředníka v Českých Budějovicích.
František M. Čapek se zabýval národopisem, regionální historií a propagací významných jihočeských osobností. Uveřejnil řadu článků a knih o minulosti Lišovska, Novohradska a Doudlebska. Sestavil slovník doudlebského nářečí. Jeho nejrozsáhlejším historickým dílem jsou dějiny Českého Krumlova vydané roku 1913.

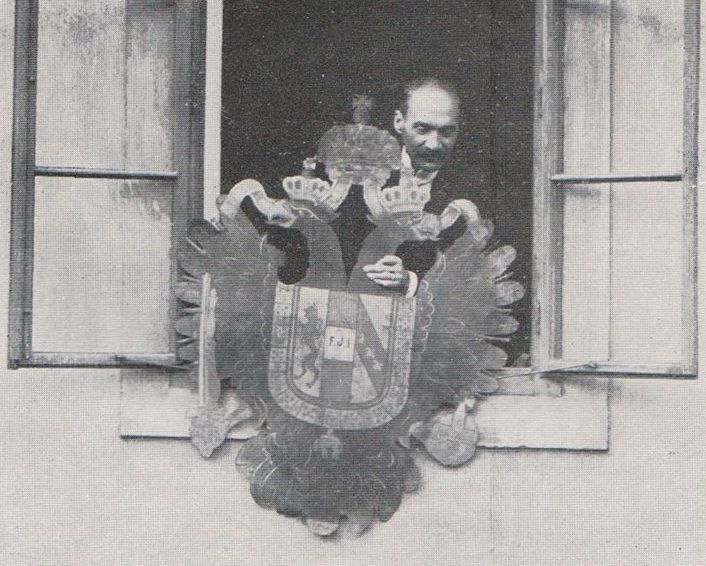
František Miroslav Čapek shazuje 28. října 1918 rakouského orla z budovy pošty v Českých Budějovicích

F.M. Čapek se věnoval také organizační a spolkové činnosti. Jedním z jeho hlavních počinů byla vlastivědná a propagační práce věnovaná rychtáři Jakubu Kubatovi. Zasloužil se o vybudování Kubatova pomníku na Zbudovských blatech a odhaleném 21.8.1904. Roku 1906 zorganizoval výstavbu školy ve Zbudově. Roku 1913 zorganizoval výstavbu mostu přes řeku Malši mezi Besednicí a Pořešínem. Zasloužil se o vybudování mostu přes řeku Malši v Doudlebech dokončeném v roce 1929.
Za první světové války byl pro své vlastenecké projevy několikrát zatčen. 28. října 1918 zachytil na poštovním úřadu v Českých Budějovicích telegram o vyhlášení samostatnosti Československa. Symbolicky strhnul z průčelí poštovního úřadu rakouský znak a ohlásil zprávu obyvatelům města. Při volbách 1919 se stal členem obecního zastupitelstva a z jeho pověření spravoval 1919–29 budějovický městský archiv. Zasloužil se o otevření městského muzea a archivu v Lišově roku 1936, kterému věnoval i část svých národopisných sbírek.
Za druhé světové války byl vyšetřován gestapem. Jeho syn Miroslav byl vězněn v koncentračním táboře v Terezíně. František M. Čapek zemřel v Českých Budějovicích 23. února 1946. Pohřben je na hřbitově svaté Otýlie v Českých Budějovicích.

## Dílo
- Rychtář Jakub Kubata dal svou hlavu za Blata: Děj a vzpoura na Blatech ku konci 16. století, 1901
- Doudlebsko, 1902
- Šimon Lomnický z Budče, 1907
- Jihočeský městys Besednice, 1910
- Český Krumlov. Studie kult.-hist. a slovozpytná, 1913
- Kašpar Zdeněk Kaplíř ze Sulevic, 1911
- Znak města České Budějovice, 1921
- Trocnov: studie historická, 1922
- Dějiny poštovnictví v Českých Budějovicích od vzniku až po dnes, 1923
- Státní převrat v Českých Budějovicích, 1929
- Vzácná památka v jihočeském Doudlebsku, 1933
- Josef Kajetán Tyl v Českých Budějovicích, 1936